# Willi Horn
Willi Horn   (Berlín, 17 de gener de 1909 - 31 de maig de 1989) fou un piragüista alemany que va competir durant la dècada de 1930.
El 1936 va prendre part en els Jocs Olímpics de Berlín on, fent parella amb Erich Hanisch, guanyà la medalla de plata en la competició del K-2 plegable, 10.000 metres del programa de piragüisme. En el seu palmarès també destaca una medalla d'or al Campionat d'Europa en aigües tranquil·les de 1934.